# 第八届全国人民代表大会常务委员会
第八届全国人民代表大会常务委员会共有155人，其中委员长、副委员长、秘书长21人，委员134人，任期由1993年3月至1998年3月。

## 组成人员
委员长、副委员长、秘书长和委员由第八届全国人民代表大会第一次会议于1993年3月27日选出，期间共召开30次全体会议：

### 委员长
乔石

### 副委员长
田纪云、王汉斌、倪志福、陈慕华（女）、费孝通、孙起孟、雷洁琼（女）、秦基伟、李锡铭、王丙乾、帕巴拉·格列朗杰（藏族）、王光英、程思远、卢嘉锡、布赫（蒙古族）、铁木尔·达瓦买提（维吾尔族）、甘苦（壮族）、李沛瑶、吴阶平

### 秘书长
曹志

### 委员（按姓名笔画排列）
于洪恩、万绍芬（女）、王永宁、王佛松、王宋大、王启东、王叔文、王晓光、王淑贤（女）、王越丰（黎族）、王朝文（苗族）、厉以宁、叶正大、叶叔华（女）、史来贺、生钦·洛桑坚赞（藏族）、白尚武、冯之浚（回族）、冯克煦、曲格平、朱良、朱启祯、伍精华（彝族）、任现春（瑶族）、刘国光、许勤、许嘉璐、孙廷芳、孙鸿烈、阳忠恕、阴法唐、玛依努尔·哈斯木（女，维吾尔族）、严义埙、李立功、李永泰（朝鲜族）、李伦、李旭阁、李克强、李学智、李桂英（女，彝族）、李绪鄂、李森茂、李登海、李灏、杨纪珂、杨初桂（女，侗族）、杨明（白族）、杨衍银（女）、杨泰芳、杨振亚、杨振怀、杨烈宇、杨竞衡、杨海波、来金烈、吴大琨、吴长淑（朝鲜族）、吴树青、邱晴（女）、何厚铧、何浣芬（女）、何康、佟志广、谷建芬（女）、汪愚、沈辛荪、迟海滨、张文华、张仲先、张寿、张克辉、张序三、张国祥、张明远、张挺、张彦宁、张绪武、陈光健、陈培民、陈舜礼、林兰英（女）、林丽韫（女）、林宗棠、罗尚才（布依族）、周占鳌、周南、周觉、孟连崑、项淳一、赵东宛、郝诒纯（女）、胡敏、柳随年、逄先知、姚峻、秦仲达、聂大江、莫文祥、夏家骏（土家族）、顾林昉、顾诵芬、钱易（女）、徐采栋、徐起超、徐静（女）、爱新觉罗·溥杰（满族）、陶大镛、陶爱英（壮族）、黄长溪、黄玉章、黄毅诚、戚元靖、崔乃夫、康振黄、章师明、章瑞英（女）、彭士禄、彭清源、董建华、董耐芳（女）、董辅礽、蒋顺学、傅铁山、曾宪林、谢铁骊、谢颂凯、楚庄、蔡子民、蔡诚、熊清泉、滕藤、潘季、薛驹、戴杰

### 补选委员
- 聂力（女）、曾宪梓（1994年3月21日第八届全国人民代表大会第二次会议补选）
- 张毓茂、普朝柱（1995年3月17日第八届全国人民代表大会第三次会议补选）

### 委员辞职
- 杨衍银（1993年9月2日八届全国人大常委会第三次会议）
- 许嘉璐（1994年7月5日八届全国人大常委会第八次会议）